# Rătez, Gorj
Rătez este un sat în comuna Godinești din județul Gorj, Oltenia, România.

## Vezi și
- Biserica de lemn din Rătez

 Acest articol despre o localitate din județul Gorj este deocamdată un ciot. Puteți ajuta Wikipedia prin completarea lui.